# Saragyugh
Saragyugh ou Saragjugh (en arménien Սարագյուղ) est une communauté rurale du marz de Shirak en Arménie. En 2008, elle compte 197 habitants.